# Christoph Heinrich Boehringer
Christoph Heinrich Boehringer (* 19. November 1820 in Stuttgart; † 5. März 1882 in Mannheim) war ein deutscher Apotheker und Fabrikant.

## Leben

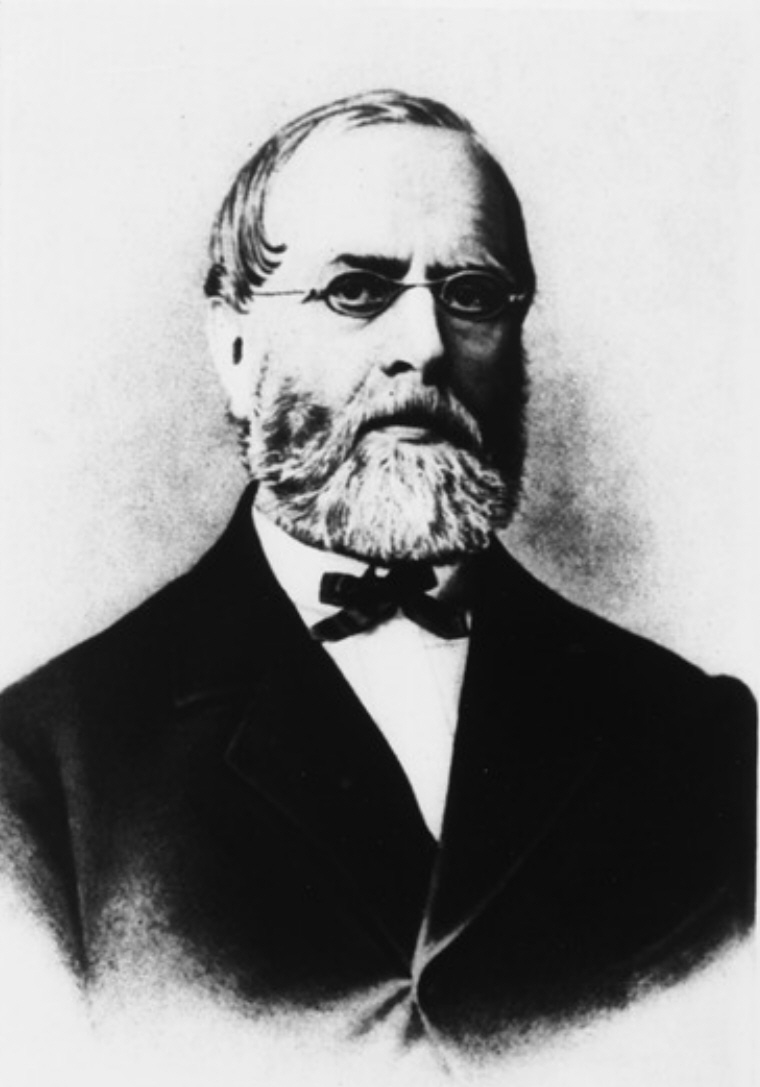
Porträt von Christoph Heinrich Boehringer

Christoph Heinrich war ein Sohn des Kaufmanns und pharmazeutischen Unternehmers Christian Friedrich Boehringer und der Vater von Ernst Boehringer (1860–1892) und Albert Boehringer (1861–1939), dem späteren Gründer jener Firma (1885), aus der sich Boehringer Ingelheim entwickelte.
Christoph Boehringer lernte zunächst dreieinhalb Jahre lang in der Apotheke in Maulbronn und war danach vier Jahre Gehilfe in Apotheken in Bönnigheim, Tuttlingen und Zürich. Nach dieser Lehr- und Gehilfezeit wechselte Boehringer in die Firma seines Vaters, wo er ein Jahr als Gehilfe im chemischen Laboratorium in Stuttgart arbeitete; anschließend studierte er je ein Semester an den Universitäten Tübingen und Bonn. 1845 schloss er in Stuttgart mit dem Apothekerexamen ab.
Boehringer trat danach in das väterliche Unternehmen ein und wurde zusammen mit seinem Bruder Christian Gottfried Mitinhaber der Firma, die seit 1859 C. F. Boehringer & Söhne hieß. Nach dem Tod seines Bruders und seines Vaters war Christoph Boehringer seit 1871 der Alleininhaber der Firma, deren Sitz 1872 von Stuttgart nach Mannheim verlegt wurde. Das Unternehmen ging 1882 auf seinen Sohn Ernst über, der 1883 eine Anteilshälfte an Friedrich Engelhorn (senior) verkaufte – dieser Firma, aus der sich Boehringer Mannheim entwickelte.
Am Starnberger See erwarb C. H. Boehringer 1880 das Schloss Allmannshausen, das später seine Tochter Mathilde und ihr Ehemann Karl von Rambaldi bewohnten. Nach dem Zweiten Weltkrieg fiel es mit dem benachbarten Schloss Seeburg an den Freistaat Bayern.